# Воля-Велика (Дембицький повіт)
Воля-Велика (пол. Wola Wielka) — село в Польщі, у гміні Жиракув Дембицького повіту Підкарпатського воєводства.
Населення — 630 осіб (2011).
У 1975-1998 роках село належало до Тарновського воєводства.

## Демографія
Демографічна структура станом на 31 березня 2011 року:
|          | Загалом | Допрацездатний вік | Працездатний вік | Постпрацездатний вік |
| -------- | ------- | ------------------ | ---------------- | -------------------- |
| Чоловіки | 315     | 79                 | 194              | 42                   |
| Жінки    | 315     | 70                 | 188              | 57                   |
| Разом    | 630     | 149                | 382              | 99                   |